# Boeing E-767
Il Boeing E-767 è un velivolo AWACS realizzato dall'azienda statunitense Boeing. Esso è stato progettato in risposta ad una richiesta dell'aeronautica giapponese (JASDF); si tratta essenzialmente di un aereo del tutto simile ad un E-3 Sentry ma basato sulla cellula di un Boeing 767-200ER.

## Storia

### Sviluppo
Inizialmente l'ordinativo della Kōkū Jieitai fu di due E-767 da consegnare entro il 1992. Successivamente, ne furono richiesti altri due entro il 1994.

## Utilizzatori
Giappone
- Kōkū Jieitai

4 E-767 consegnati e tutti in servizio al novembre 2020.

## L'E-767 nella cultura di massa
- L'E-767 compare diverse volte tra i velivoli della serie di videogiochi di Ace Combat[4].

### Sviluppo correlato
- E-3 Sentry
- Boeing 767
- Boeing KC-767
- Northrop Grumman E-10 MC2A
- IAI Phalcon